# Dimitar Trajkowitsch

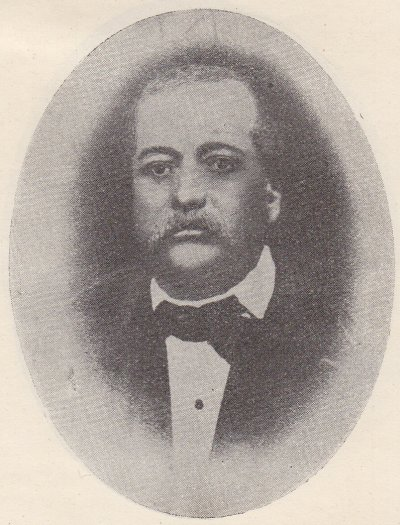
Dimitar Trajkowitsch

Dimitar Trajkow Tschernew, auch: Dimitar Traikov Chernev, bulgarisch Димитър Трайков Чернев; (* um 1817 in Veles, heute in Nordmazedonien; † 30. Juni 1880 in Sofia, Bulgarien) bekannt als Dimitar Trajkowitsch (bulg. Димитър Трайкович) war ein bulgarischer Kaufmann, Freiheitskämpfer, Politiker und von 1879 bis 1880 Bürgermeister der bulgarischen Hauptstadt Sofia.

## Biographie
Trajkowitsch wurde um 1817 in der makedonischen Stadt Veles, die damals im Osmanischen Reich lag, geboren. Seine Eltern siedelten jedoch nach Sofia um. Dort arbeitete Trajkowitsch zunächst als Diener und später als Händler. Er heiratete eine Schwester von Jordanka Filaretowa und wurde Besitzer einer Karawanserei (Han) nahe der Kathedrale Sweta Nedelja. Mit seinem Reichtum wuchs auch seine Stellung in der „besseren Gesellschaft“ von Sofia.
Trajkowitsch nahm aktiv am Kampf für eine unabhängige bulgarische Kirche gegen die „Patriarschisten“ teil. Er finanzierte den Druck von mehreren Büchern und unterstützte die Sofioter Mädchenschule, der er 1860 ein neues Gebäude spendete. Daraufhin wurde die Schule auch Die Schule von Trajkow (bulg. Трайковото училище) genannt.
Gemeinsam mit Nikolaj Pawlowitsch gründete Trajkowitsch in Sofia ein revolutionäres Komitee der Inneren Revolutionären Organisation (IRO), das mit dem revolutionären Komitee von Swischtow in regem Kontakt stand. 1867 wurde Trajkowitsch von der osmanischen Polizei wegen seiner revolutionären Tätigkeit festgenommen, jedoch nach Intervention von ausländischen Konsuln in Sofia freigelassen. In der folgenden Zeit konnte er das Vertrauen von Wassil Lewski, dem Gründer der IRO gewinnen. Nach dem Überfall auf eine osmanische Poststelle am Gebirgspass Arabakonak, wurde Trajkowitsch ein Mitglied der Untersuchungskommission, die von den osmanischen Machthaber eingesetzt wurde, woraufhin ihn Lewski des Verrats bezichtigte.
Nach dem Aprilaufstand von 1876 wurde seine Karawanserei niedergebrannt. 1877, während des Russisch-Osmanischen Krieges von 1877/78, wurde Trajkowitsch von den Osmanen erneut festgenommen und zur Verbannung in Diyarbakır verurteilt. Da die russischen Truppen schon kurz von Konstantinopel standen und der Frieden von San Stefano unterschrieben war, wurde Trajkowitsch laut einer Amnestieklausel im Vertrag freigelassen. Er kehrte daraufhin nach Sofia zurück.
Am 14. September 1879 wurde Trajkowitsch, als Nachfolger von Todoraki Peschow, der fünfte Bürgermeister von Sofia. In seiner Amtszeit wurde das Mädchengymnasium gegründet, die Kanalisation und die Straßenbeleuchtung erweitert, sowie der erste Stadtentwicklungsplan für Sofia ausgearbeitet.
Dimitar Trajkowitsch starb am 30. Juni 1880 in Sofia, noch vor Ende seiner Amtszeit.